# Kurfürstenstraße (stacja metra)
Kurfürstenstraße – stacja metra w Berlinie, w dzielnicy Tiergarten, w okręgu administracyjnym Mitte, na linii U1. Stacja została otwarta w 1902.